# Восточная тиркушка
Восточная тиркушка (лат. Glareola maldivarum) — вид птиц семейства тиркушковых.
Вид распространён в Южной и Восточной Азии. Ареал вида простирается от Северного Пакистана на западе и российского Забайкалья на севере до Индонезии. Зимует в тропической Азии, Новой Гвинеи, Австралии, Новой Зеландии и некоторых островах Океании (Палау, Соломоновы острова, Вануату, Новая Каледония). Залётные птицы наблюдались в Европе, Африке, на Аляске и Дальнем Востоке.
Впервые данный вид описал немецкий путешественник, ботаник и зоолог Иоганн Форстер в 1795 году. Второе описание принадлежит Радде Г. И., который нашёл гнездование тиркушек в 1856 году в Приаргунье, в 26 километрах от Абагайтуя, и этот факт послужил основанием для внесения тиркушки восточной в каталог птиц России.
В русской орнитологической литературе достоверные упоминания об этой птице встречаются дважды: в 1856 (обнаружена гнездовая колония в Забайкалье) и 1947 году — одиночная птица была встречена в Приморском крае в районе залива Посьет, позднее были зарегистрированы встречи с отдельными особями в середине и конце XX века.
Тело длиной 23—25 см, размах крыльев 58—64 см, масса 59—95 г. Редко встречающаяся в России, иногда гнездящаяся птица. Внешне похожа на степную тиркушку. Отличается чёрными кроющими перьями крыльев второго порядка и каштановой нижней стороной крыльев, более мелкая, короткий (короче, чем у луговой) и менее вырезанный хвост. Совместно с луговой тиркушкой не встречается.
Живёт на открытых территориях, таких как луга, пастбища, поля, и водно-болотных угодьях (болота, реки, озёра, солончаки, затоплены рисовые поля). Питается насекомыми и различными беспозвоночными. Размножение происходит с апреля по июнь. Гнездо представляет собой неглубокую ямку на земле. В кладке 2 или 3 яйца. Период инкубации длится 17—19 дней.
Занесена в Красную книгу России. От сходного вида — тиркушки луговой отличается тем, что тело у этой птички мельче, окрас перьев темнее, второстепенные маховые перья не имеют белого окраса, хвост менее вырезан и короче, чем у родственных видов.
Относится в России к крайне редкому залётному виду, встречается редко и нерегулярно в Южном Забайкалье, как правило, это встречи с одной или двумя птицами, крайне редко наблюдались небольшие группы. Имели место случаи залёта птиц в Южное Приморье.
По новым данным на северо-востоке Приморья птица зарегистрирована в 1969 году (бухта Благодатная). Встречались, как правило, одиночные особи, реже — две или три птицы в Читинской области, в разных регионах Южного Приморья, на Камчатке.
В октябре 1987 года состоялось Третье Всесоюзное совещание по куликам с созданием Рабочей группы по куликам (РГК), было сформировано Бюро и организовано ежегодное издание в связи с ошибками и большим количеством публикаций сомнительных материалов, в которых сообщалось об обнаружении того или иного вида в России. Сообщения базировались на визуальных наблюдениях, а не на коллекционных экземплярах. Фаунистическая комиссия обобщила результаты научных сведений за последние восемь лет и пришла к выводу, что «уникальная находка» восточной тиркушки в Узбекистане на озере Каракыр не может приниматься в научном мире, так как не оформлена документально и не подтверждена фактическим материалом, поэтому могла стать ошибкой, поскольку визуальное наблюдение может представлять собой вид обычной степной тиркушки, присутствующей в данном регионе.